# Judgment Day 2006
Judgment Day 2006 è stata l'ottava edizione dell'omonimo evento in pay-per-view prodotto annualmente dalla World Wrestling Entertainment. L'evento, esclusivo del roster di SmackDown!, si è svolto il 21 maggio 2006 all'US Airways Center di Phoenix.

## Storyline
Nella puntata di SmackDown! del 5 maggio Rey Mysterio espresse i suoi pensieri riguardo all'essere diventato World Heavyweight Champion, ma venne interrotto dal WWE United States Champion John "Bradshaw" Layfield, il quale si autoproclamò contendente n°1 al titolo di Mysterio. Dopo aver attaccato Rey per la sua origine messicana, JBL lo informò che quella sera avrebbe affrontato Mark Henry, il quale sconfisse senza problemi Mysterio. La settimana successiva, a SmackDown!, JBL annunciò che Mysterio avrebbe affrontato The Great Khali e, anche in questo caso, Rey venne sconfitto. Nella puntata di SmackDown! del 19 maggio JBL annunciò che Mysterio avrebbe affrontato Kane (appartenente al roster di Raw); Kane dominò gran parte del match che, però, terminò in un no contest a causa delle "voci" all'interno della mente di Kane. Un match tra Mysterio e JBL per il World Heavyweight Championship venne annunciato per Judgment Day.
Il torneo del King of the Ring, annunciato il 7 aprile dal General Manager di SmackDown! Theodore Long, cominciò con il primo match tra Randy Orton e Kurt Angle con vittoria di quest'ultimo per sottomissione grazie alla Ankle lock. Il secondo match vide Booker T sconfiggere Matt Hardy grazie all'intervento di Sharmell (moglie di Booker T). Il terzo match fu tra Bobby Lashley e Mark Henry con vittoria del primo per count-out, mentre nel terzo match Finlay ebbe la meglio su Chris Benoit grazie ad un colpo con una sedia (non visto dall'arbitro) e una Celtic Cross. Nelle due semifinali Booker T sconfisse Kurt Angle per forfait a causa di un infortunio (causato da Mark Henry), mentre Lashley sconfisse Finlay con la Spear. La finale, che si sarebbe disputata a Judgment Day, fu tra Booker T e Bobby Lashley. Da tutto questo, inoltre, derivarono i match tra Chris Benoit e Finlay e Kurt Angle e Mark Henry, annunciati sempre per Judgment Day.
Nella puntata di SmackDown! del 7 aprile il match tra The Undertaker e Mark Henry terminò in no contest quando The Great Khali fece il suo debutto attaccando il primo. Dopo l'attacco, The Undertaker non apparve nella successiva puntata di SmackDown! e Daivari, manager di Khali, annunciò che quest'ultimo era il vero fenomeno. Tuttavia, due settimane dopo, il General Manager Theodore Long annunciò che Khali avrebbe affrontato The Undertaker a Judgment Day, con Khali che accettò la sfida.

## Evento
Prima della messa in onda dell'evento, Matt Hardy sconfisse Simon Dean in un Dark match.

### Match preliminari
Il primo match dell'evento fu quello valevole per il WWE Tag Team Championship tra la coppia campione degli MNM (Joey Mercury e Johnny Nitro) e quella sfidante formata da Paul London e Brian Kendrick. Durante le fasi iniziali del match, London e Kendrick dominarono Nitro e Mercury. In seguito, dopo che London fallì un diving splash, Nitro e Mercury si portarono in controllo della contesa ed eseguirono un double gutbuster su London. Nitro e Mercury presero poi le redini del match, finché Kendrick non contrattaccò gettando Nitro addosso a Mercury. Nel finale, Mercury tentò di attaccare London, ma quest'ultimo si spostò e Mercury finì con il colpire Nitro, che si trovava sull'apron ring, facendolo così cadere sopra a Melina. London ne approfittò e schienò Mercury con un roll-up per vincere il match e conquistare i titoli di coppia insieme a Kendrick. Al termine del match, Nitro e Melina assalirono Mercury ponendo, dunque, fine al loro tag team.
Il match successivo fu tra Chris Benoit e Finlay. Durante le fasi iniziali del match, Benoit si portò in vantaggio nei confronti di Finlay dopo l'esecuzione di tre german suplex consecutivi. Benoit tentò poi il diving headbutt, ma Finlay schivò la manovra e si portò in controllo della contesa. In seguito, Benoit tentò di applicare la Sharpshooter su Finlay, però quest'ultimo contrattaccò e si rifugiò all'esterno del ring per poi prendere una sedia d'acciaio. Finlay tentò poi di colpire Benoit con la sedia, ma il Canadian Crippler lo anticipò con una baseball slide per poi rilanciarlo sul quadrato ed eseguire su di lui il diving headbutt. Più avanti, Finlay attaccò ripetutamente Benoit con una serie di colpi abbastanza stiff; tuttavia, Benoit contrattaccò eseguendo due german suplex e un enzuigiri kick su Finlay. Dopodiché, i due incominciarono a combattere all'esterno del ring, dove Finlay tentò di colpire Benoit con il suo shillelagh, però quest'ultimo evitò l'attacco colpendo Finlay con un german suplex sul pavimento. Dopo essere rientrati sul quadrato, Benoit eseguì i Three Amigos su Finlay. Nel finale, Benoit applicò la Crippler Crossface su Finlay e lo forzò alla resa per vincere il match.
Il terzo match fu tra Jillian Hall e Melina. Durante le fasi iniziali del match, Jillian si portò in vantaggio nei confronti di Melina. In seguito, Melina iniziò a dominare la contesa dopo che gettò Jillian contro dei gradoni d'acciaio. Nel finale, Jillian schienò Melina con un sunset-flip per vincere il match.
Il match seguente fu quello valevole per il Cruiserweight Championship tra il campione Gregory Helms e lo sfidante Super Crazy. Durante le fasi iniziali del match, Crazy si portò in vantaggio nei confronti di Helms. In seguito, Helms iniziò a dominare Crazy dopo l'esecuzione di un flapjack sulle corde e di una swinging neckbreaker. Pochi attimi dopo, Crazy contrattaccò eseguendo un tilt-a-whirl backbreaker e uno standing moonsault su Helms per poi schienarlo; tuttavia, il campione si liberò dallo schienamento dopo un conteggio di due. Crazy tentò poi di eseguire un moonsault su Helms, ma quest'ultimo schivò la manovra per poi colpire Crazy con una neckbreaker e un blockbuster. Nel finale, Helms eseguì una powerbomb su Crazy nei pressi delle corde del ring. Helms schienò poi Crazy, facendo illegalmente leva sulle corde del quadrato, per vincere il match e mantenere il titolo.
Il quinto match fu tra Kurt Angle e Mark Henry. Durante le fasi iniziali del match, Henry sfruttò la propria stazza e potenza per dominare Angle. In seguito, Henry tentò di eseguire la World's Strongest Slam su Angle, ma quest'ultimo rovesciò la manovra in una DDT per poi eseguire un german suplex su Henry. Angle eseguì poi la Angle Slam su Henry e lo schienò, però Henry evase dallo schienamento dopo un conto di due. Poco dopo, Henry colpì Angle con la World's Strongest Slam; tuttavia, Angle si riprese ed applicò in seguito la Ankle Lock su Henry. Henry contrattaccò poi la presa di sottomissione lanciando Angle all'esterno del ring. Nel finale, Henry gettò Angle contro un paletto di sostegno del ring per poi tornarsene sul quadrato. Dato che Angle non riuscì a risalire sul ring entro un conteggio di dieci da parte dell'arbitro, Henry vinse il match per count-out. Al termine del match, Angle si vendicò colpendo Henry con una sedia d'acciaio per poi intrappolarlo nella Ankle Lock. Angle eseguì poi la Angle Slam su Henry sopra ad un tavolo dei commentatori, che andò in frantumi.

### Match principali
Il match che seguì fu la finale del torneo del King of the Ring tra Bobby Lashley e Booker T (con Sharmell). Il match iniziò con Lashley che si portò in vantaggio nei confronti di Booker dopo l'esecuzione di una clothesline e di un suplex. In seguito, Booker reagì per poi provare ad eseguire un german suplex ai danni di Lashley, ma quest'ultimo contrattaccò colpendo, a sua volta, Booker con un german suplex. Lashley tentò poi di attaccare Booker all'angolo, però quest'ultimo si spostò e Lashley finì con il collidere di spalla contro un paletto di sostegno del ring per poi cadere all'esterno del quadrato. Booker scese dunque dal ring e spedì Lashley contro dei gradoni d'acciaio per poi tornare sul quadrato. Una volta tornato sul ring, Lashley subì una serie di superkick da parte di Booker. Pochi istanti dopo, Booker tentò di eseguire lo Scissors Kick, ma Lashley schivò la manovra e colpì Booker con un flying shoulder block per poi eseguire un inverted atomic drop e una clothesline. Dato che Lashley si trovava in controllo della contesa, Sharmell salì sull'apron ring per distrarre lo stesso Lashley consentendo, così, a Booker di colpirlo con uno spinning heel kick. Lashley rispose, in seguito, atterrando Booker con un belly to belly suplex per poi tentare la Spear; tuttavia Sharmell afferrò un piede di Lashley permettendo, dunque, a Booker di colpirlo con un altro spinning heel kick. Booker eseguì poi la Book-End su Lashley e lo schienò, però quest'ultimo si liberò dallo schienamento dopo un conto di due. Dopo aver contrattaccato l'offensiva di Lashley, Booker eseguì lo Scissors Kick sul suo avversario e lo schienò; tuttavia Lashley evase dallo schienamento al conteggio di due. Dopodiché, Lashley colpì Booker con la Spear e lo schienò, ma Sharmell distrasse l'arbitro. Dato ciò, Finlay si presentò sul ring e colpì Lashley al volto con il suo shillelagh per poi fuggire nel backstage. Booker ne approfittò ed eseguì lo Scissors Kick su Lashley per poi schienarlo e vincere il torneo del King of the Ring. Al termine del match, un furente Lashley interruppe l'incoronazione di Booker colpendolo con una Spear sulla rampa dello stage.
Il settimo match fu tra The Undertaker e The Great Khali (con Daivari). Durante le fasi iniziali del match, The Undertaker cercò di mettere in difficoltà Khali colpendolo con delle veloci combinazioni di pugni per poi tentare la Old School; tuttavia Khali non ne risentì e contrattaccò la manovra del Deadman. Khali iniziò poi a dominare l'incontro gettando The Undertaker contro dei gradoni d'acciaio all'esterno del ring. Rientrati sul quadrato, Khali colpì The Undertaker con una violenta Khali Chop per poi schienarlo; tuttavia il Deadman si liberò dallo schienamento al conteggio di due. In seguito, The Undertaker iniziò la propria offensiva eseguendo la Old School su Khali per poi colpirlo con una flying clothesline. Dopo essere stato colpito dalla clothesline, Khali rimase intrappolato con le braccia tra le corde e The Undertaker ne approfittò per colpirlo ripetutamente con dei violenti pugni. L'arbitro fermò poi The Undertaker e, dato ciò, Daivari riuscì a liberare Khali, il quale eseguì un big boot ai danni del Deadman. Nel finale, Khali colpì The Undertaker con la Khali Chop per poi eseguire su di lui un violentissimo big boot. Khali schienò poi The Undertaker per vincere il match tra l'incredulità generale del pubblico.
Il main event fu il match per il World Heavyweight Championship tra il campione Rey Mysterio e lo sfidante United States Champion John "Bradshaw" Layfield. Dopo un batti e ribatti iniziale, JBL prese le redini del match dopo che lanciò Mysterio contro dei gradoni d'acciaio posti all'esterno del ring. Mysterio incominciò, in seguito, a reagire all'offensiva di JBL ma quest'ultimo, mentre Mysterio stava per eseguire la West Coast Pop, gettò l'arbitro Nick Patrick addosso a Rey in modo tale da evitare l'attacco. Dato ciò, un secondo arbitro (Charles Robinson) si presentò sul ring per dirigere il match in sostituzione di Patrick. JBL eseguì poi la JBL Bomb su Mysterio e lo schienò; tuttavia Rey si liberò al conteggio di due. JBL si accanì conseguentemente su Robinson e lo attaccò per poi scendere dal quadrato e prendere una sedia d'acciaio. JBL tentò poi di colpire Mysterio con l'oggetto contundente, ma quest'ultimo evitò il tutto colpendo con un dropkick la sedia, la quale sbatté così sul viso dello stesso JBL. Mysterio eseguì la 619 su JBL per poi colpirlo con una Frog Splash e schienarlo, mantenendo dunque il titolo.

### Struttura del King of the Ring
|  | Quarti di finale 14 aprile-5 maggio (SmackDown) | Quarti di finale 14 aprile-5 maggio (SmackDown) | Quarti di finale 14 aprile-5 maggio (SmackDown) |               |          | Semifinali 12 maggio (SmackDown) | Semifinali 12 maggio (SmackDown) | Semifinali 12 maggio (SmackDown) |  |  | Finale 21 maggio (Judgment Day) | Finale 21 maggio (Judgment Day) | Finale 21 maggio (Judgment Day) |
|  |                                                 |                                                 |                                                 |               |          |                                  |                                  |                                  |  |  |                                 |                                 |                                 |
|  |                                                 | Booker T                                        | Schienamento                                    |               |          |                                  |                                  |                                  |  |  |                                 |                                 |                                 |
|  |                                                 | Matt Hardy                                      | 15:03                                           |               |          |                                  |                                  |                                  |  |  |                                 |                                 |                                 |
|  |                                                 | Matt Hardy                                      | 15:03                                           |               | Booker T | Forfait                          |                                  |                                  |  |  |                                 |                                 |                                 |
|  |                                                 |                                                 |                                                 |               | Booker T | Forfait                          |                                  |                                  |  |  |                                 |                                 |                                 |
|  |                                                 |                                                 | Kurt Angle                                      | —             |          |                                  |                                  |                                  |  |  |                                 |                                 |                                 |
|  |                                                 | Randy Orton                                     | Kurt Angle                                      | —             | 8:13     |                                  |                                  |                                  |  |  |                                 |                                 |                                 |
|  |                                                 | Randy Orton                                     |                                                 |               | 8:13     |                                  |                                  |                                  |  |  |                                 |                                 |                                 |
|  |                                                 | Kurt Angle                                      | Sottomissione                                   |               |          |                                  |                                  |                                  |  |  |                                 |                                 |                                 |
|  |                                                 |                                                 |                                                 |               |          |                                  |                                  |                                  |  |  |                                 | Booker T                        | Schienamento                    |
|  |                                                 |                                                 |                                                 | Bobby Lashley | 17:02    |                                  |                                  |                                  |  |  |                                 |                                 |                                 |
|  |                                                 | Finlay                                          | Schienamento                                    |               |          |                                  |                                  |                                  |  |  |                                 |                                 |                                 |
|  |                                                 | Chris Benoit                                    | 21:09                                           |               |          |                                  |                                  |                                  |  |  |                                 |                                 |                                 |
|  |                                                 | Chris Benoit                                    | 21:09                                           |               | Finlay   | 13:30                            |                                  |                                  |  |  |                                 |                                 |                                 |
|  |                                                 |                                                 |                                                 |               | Finlay   | 13:30                            |                                  |                                  |  |  |                                 |                                 |                                 |
|  |                                                 |                                                 | Bobby Lashley                                   | Schienamento  |          |                                  |                                  |                                  |  |  |                                 |                                 |                                 |
|  |                                                 | Mark Henry                                      | Bobby Lashley                                   | Schienamento  | 5:02     |                                  |                                  |                                  |  |  |                                 |                                 |                                 |
|  |                                                 | Mark Henry                                      |                                                 |               | 5:02     |                                  |                                  |                                  |  |  |                                 |                                 |                                 |
|  |                                                 | Bobby Lashley                                   | Count-out                                       |               |          |                                  |                                  |                                  |  |  |                                 |                                 |                                 |

## Risultati
| #    | Incontri                                                          | Stipulazioni                                       | Durata |
| ---- | ----------------------------------------------------------------- | -------------------------------------------------- | ------ |
| Dark | Matt Hardy ha sconfitto Simon Dean                                | Single match                                       | —      |
| 1    | Brian Kendrick e Paul London hanno sconfitto MNM (c) (con Melina) | Tag team match per il WWE Tag Team Championship    | 13:43  |
| 2    | Chris Benoit ha sconfitto Finlay per sottomissione                | Single match                                       | 21:10  |
| 3    | Jillian Hall ha sconfitto Melina                                  | Single match                                       | 04:18  |
| 4    | Gregory Helms (c) ha sconfitto Super Crazy                        | Single match per il WWE Cruiserweight Championship | 09:55  |
| 5    | Mark Henry ha sconfitto Kurt Angle per count-out                  | Single match                                       | 09:11  |
| 6    | Booker T (con Sharmell) ha sconfitto Bobby Lashley                | Finale del King of the Ring                        | 09:15  |
| 7    | The Great Khali (con Daivari) ha sconfitto The Undertaker         | Single match                                       | 08:31  |
| 8    | Rey Mysterio (c) ha sconfitto JBL                                 | Single match per il World Heavyweight Championship | 15:56  |